# Cratere Jarovit
Jarovit  è un cratere sulla superficie di Cerere.